# Philantomba
Philantomba es un género de mamífero artiodáctilo de la familia Bovidae conformado por tres especies y que habita en África. La última especie en ser descubierta, Philantomba walteri, fue descrita en 2010.

## Especies
Se describen tres especies:
- Philantomba maxwellii
- Philantomba monticola
- Philantomba walteri